# Alfredo Pasotti
Alfredo Pasotti (Bastida Pancarana, 6 gennaio 1925 – Bastida Pancarana, 12 settembre 2000) è stato un ciclista su strada italiano.
Professionista e indipendente tra il 1946 e il 1958, vinse due tappe al Tour de France e una al Giro d'Italia.

## Carriera
Passato professionista nel settembre 1946, gareggiò tra le altre per la Benotto, la Wilier Triestina, la Welter e l'Arbos, distinguendosi soprattutto nelle corse a tappe. Vinse due frazioni al Tour de France 1950 correndo con i colori dei "Cadetti italiani", una tappa al Giro del Lussemburgo e una al Giro d'Italia nel 1952, e una tappa al Giro di Svizzera 1953. Nel 1951 fu selezionato in Nazionale per la gara dei professionisti ai mondiali di Varese, che concluse al sedicesimo posto. Concluse la carriera agonistica nel 1958.

## Palmarès
- 1947 (U.S. Azzini, una vittoria)

Torino-Biella
- 1949 (Benotto, una vittoria)

4ª tappa Giro del Lazio (Frosinone > Latina)
- 1950 (Bottecchia, tre vittorie)

3ª tappa Tour de France (Liegi > Lilla, con i Cadetti italiani)
9ª tappa Tour de France (Niort > Bordeaux, con i Cadetti italiani)
Circuito di Maggiora
- 1951 (Wilier Triestina, una vittoria)

Circuito di Maggiora
- 1952 (Welter, due vittorie)

1ª tappa Giro del Lussemburgo (Lussemburgo > Diekirch)
13ª tappa Giro d'Italia (Bergamo > Como)
- 1953 (Welter, una vittoria)

4ª tappa Giro di Svizzera (Soletta > Losanna)
- 1955 (Juvela, una vittoria)

Grand Prix Le Locle

## Piazzamenti

### Grandi Giri
- Giro d'Italia

1948: 13º
1949: 25º
1950: 21º
1951: 25º
1952: 12º
1953: ritirato
1954: ritirato
- Tour de France

1950: ritirato

### Classiche monumento
- Milano-Sanremo

1949: 41º
1950: 6º
1951: 27º
1952: 37º
1953: 82º
1955: 69º
1956: 93º
- Parigi-Roubaix

1950: 30º
- Giro di Lombardia

1947: 20º
1949: 12º
1952: 41º
1954: 73º

### Competizioni mondiali
- Campionati del mondo

Varese 1951 - In linea Professionisti: 16º